# Aleksander Wat

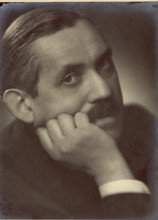
Aleksander Wat (1948)

Aleksander Wat, (eigenlijk Aleksander Chwat) (Warschau, 1 mei 1900 – 29 juli 1967) was een Pools-Joods schrijver, dichter en kunsttheoreticus. Hij staat wel bekend als de grondlegger van het Pools futurisme.

## Leven en werk
Aleksander Wat werd op 1 Mei 1900 in Warschau geboren, in die tijd onder Tsaristisch Russisch bestuur, in een voorspoedig Joods milieu. Zijn vader, Bronisław, was een praktiserende Jood wiens eerste taal Yiddish was. Hij stond zijn kinderen een liberale opvoeding toe. Zijn familie had interesse in Poolse literatuur en drama.
Na kort dienst te hebben gedaan tijdens de Eerste Wereldoorlog ging Wat filologie studeren aan de Universiteit van Warschau. Daar kwam hij al snel in contact met literaire kringen. In 1919 was hij een der eersten die de futuristische poëzie proclameerde. Kort daarna publiceerde hij in die geest zijn eerste gedichten: Ja z jednej strony i Ja z drugiej strony mopsożelaznego piecyka  (Vertaald: Ik aan iedere kant van het mopsijzeren kacheltje). In de loop der jaren twintig en begin jaren dertig groeide hij uit tot een van de meest spraakmakende Poolse dichters, vooral bekend om zijn vernieuwingsdrang.
Ook schreef hij absurde verhalen. In 1927 verscheen zijn bundel Bezrobotny Lucyfer (Lucifer werkloos) naar het titelverhaal. Lucifer is een van de vele namen van de duivel. Als deze naar de aarde afdaalt, merkt hij langzamerhand dat hij daar niets meer kan uitrichten omdat hij, ondanks zijn animositeit, als enige nog in God gelooft. 
Citaat hieruit:
Lucifer verliet het gebouwtje zo verbolgen dat hij een speld van zijn jasje op het trottoir smeet. De speld rolde van het trottoir op straat, geblazen door de wind alsof iemand deze doorgang gebruikte als een stenen toeter, een toeter die bij het licht van dit uur van schemering was vermengd met vegen gepolijst koper.
Wat raakte zelf steeds meer overtuigd van het atheïsme en communisme en maakte naam als journalist van een links georiënteerde krant. Hij was bevriend met Vladimir Vladimirovitsj Majakovski die hem stimuleerde om communist te worden.
Na de inval van de Duitsers in Polen in 1939 verhuisde Wat naar Lvov, dat toen onder Russisch gezag stond. Ondanks zijn communistische sympathieën werd hij door de NKVD gearresteerd, samen met zijn vrouw Ola. Na verblijf in verschillende gevangenissen mochten zij in november 1941 verhuizen naar Kazachstan. Door zijn gevangenisverblijf zwoer hij het communisme af. Hij werd democraat en uiteindelijk katholiek. Vanwege zijn lange verblijf in Russische gevangenschap werd Wat bij zijn terugkeer door het nieuwe communistische regime als onbetrouwbaar ingeschat en mocht hij niet meer publiceren. Aanvankelijk voorzag hij in zijn levensonderhoud door vertaalwerk; uiteindelijk emigreerde hij in 1959 naar Parijs, waar hij in 1967 overleed. Hij pleegde zelfmoord, waarvoor twee verklaringen zijn. De eerste is zijn langdurige en pijnlijke ziekte. De tweede wordt aangevoerd door Venclova: De Zesdaagse Oorlog versterkte het al aanwezige antisemitisme in zijn omgeving.
Postuum in 1968 verscheen zijn dichtbundel Ciemne świecidło ( Donker onweer), dat getuigt van een innerlijke strijd bij de keuze tussen jodendom, atheïsme en katholicisme. Uiteindelijk koos hij ervoor als katholiek in de joodse staat Israël te worden begraven.
Hoewel Wat gezien wordt als een van de grootste Poolse dichters van de twintigste eeuw, is hij toch vooral bekend gebleven door zijn dagboek Mój wiek. Pamiętnik mówiony (Mijn eeuw. Aan gene zijde van waarheid en leugen, 1988). Wat dicteerde zijn ‘magnum opus’ aan het einde van zijn leven, ongeneeslijk ziek, aan Czeslaw Milosz. Zijn unieke getuigenis behandelt in grote lijnen de periode 1919-1943 en verhaalt de lotgevallen van een Pools-joodse futuristische intellectueel met communistische sympathieën, die aan den lijve de gruwelen van het stalinisme ondervindt.

## Werk
Werk (Vertaald in het Nederlands anders in het Engels)
Nederlands
- Aleksander Wat, Met de huid geschreven, 2001 (selectie van gedichten)(Vertaald door Gerard Rasch)
- Aleksander Wat, Mijn twintigste eeuw, zoals verteld aan Czeslaw Milosz. (Vertaald door Gerard Rasch.) (oorspronkelijke titel: Mój wiek. Pamiętnik mówiony)

Engels
- Aleksander Wat, Lucifer unemployed, met een voorwoord van Czeslaw Milosz, (Vertaald in het Engels door Lillian Vallee). (Oorspronkelijke titel: Bezrobotny Lucyfer; Gepubliceerd in 1927).

Werk over Aleksander Wat
- A. Bachrach e.a.: Encyclopedie van de wereldliteratuur. Bussum, 1980-1984. ISBN 90-228-4330-0
- Tomas Venclova, Aleksander Wat, life and art of an iconoclast, 2011.

- Bibsys: 90179524
- Biblioteca Nacional de España: XX4904599
- Bibliothèque nationale de France: cb12069370v (data)
- Catàleg d'autoritats de noms i títols de Catalunya: 981058509588306706
- CiNii: DA03627361
- Gemeinsame Normdatei: 118860771
- International Standard Name Identifier: 0000 0003 6865 2286
- Library of Congress Control Number: n82078596
- Nationale Bibliotheek van Tsjechië: jn20000701936
- Nationale bibliotheek van Australië: 35731769
- Nationale Bibliotheek van Israël: 987007269877305171
- Nationale Bibliotheek van Polen: a0000001179509
- Nationale en Universitaire bibliotheek Zagreb: 000438444
- Nederlandse Thesaurus van Auteursnamen: 068690150
- Réseau des bibliothèques de Suisse occidentale: 02-A000175415
- Russische Staatsbibliotheek: 000152020
- LIBRIS: 284142
- SNAC: w6d83fzc
- Système universitaire de documentation: 02896800X
- Trove: 1062188
- Virtual International Authority File: 93235237
- WorldCat: E39PBJcBVqWTgF9fmXrPjGmmVC